# Douville (enseigne)
Ne doit pas être confondu avec Pierre Douville ou Alexandre Dagneau Douville.
Pour les articles homonymes, voir Douville (homonymie).
Douville est un enseigne en second, ayant péri en 1756 lors d'une mission sous les ordres du capitaine Jean-Daniel Dumas, commandant du fort Duquesne, contre des Virginiens de George Washington en province de Pennsylvanie.

## Contexte

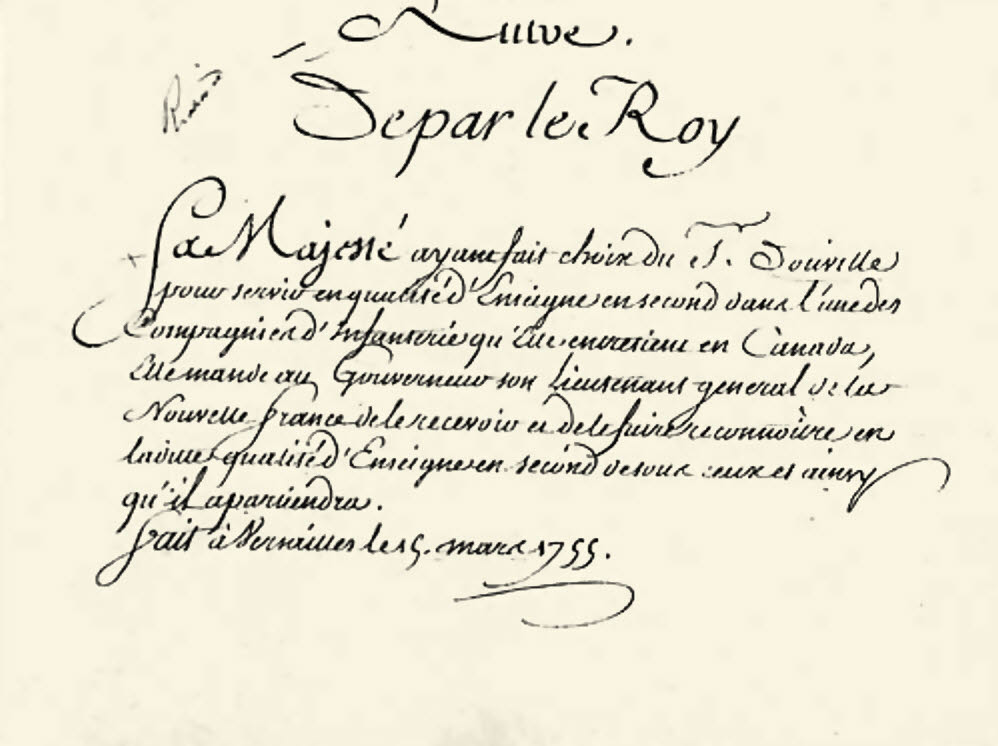
Sa Majesté ayant fait le choix du sieur Douville pour servir en qualité d'enseigne en second...

Le sieur Douville a été promu au grade d'enseigne en 1755, sur ordre du roi.
« Sa Majesté ayant fait le choix du S. Douville pour servir en qualité d'Enseigne en second dans l'une des compagnies d'infanterie qu'elle entretiens en Canada, demande au Gouverneur - son lieutenant général de la Nouvelle-France- de le recevoir et de le faire reconnaitre en laditte qualité d'Enseigne en second detous ceux ainsy qu'il apartiendra.
-- fait à Versailles le 15 mars 1755 »

Les frontières du Canada, de la Louisiane et des colonies britanniques sont contestées.

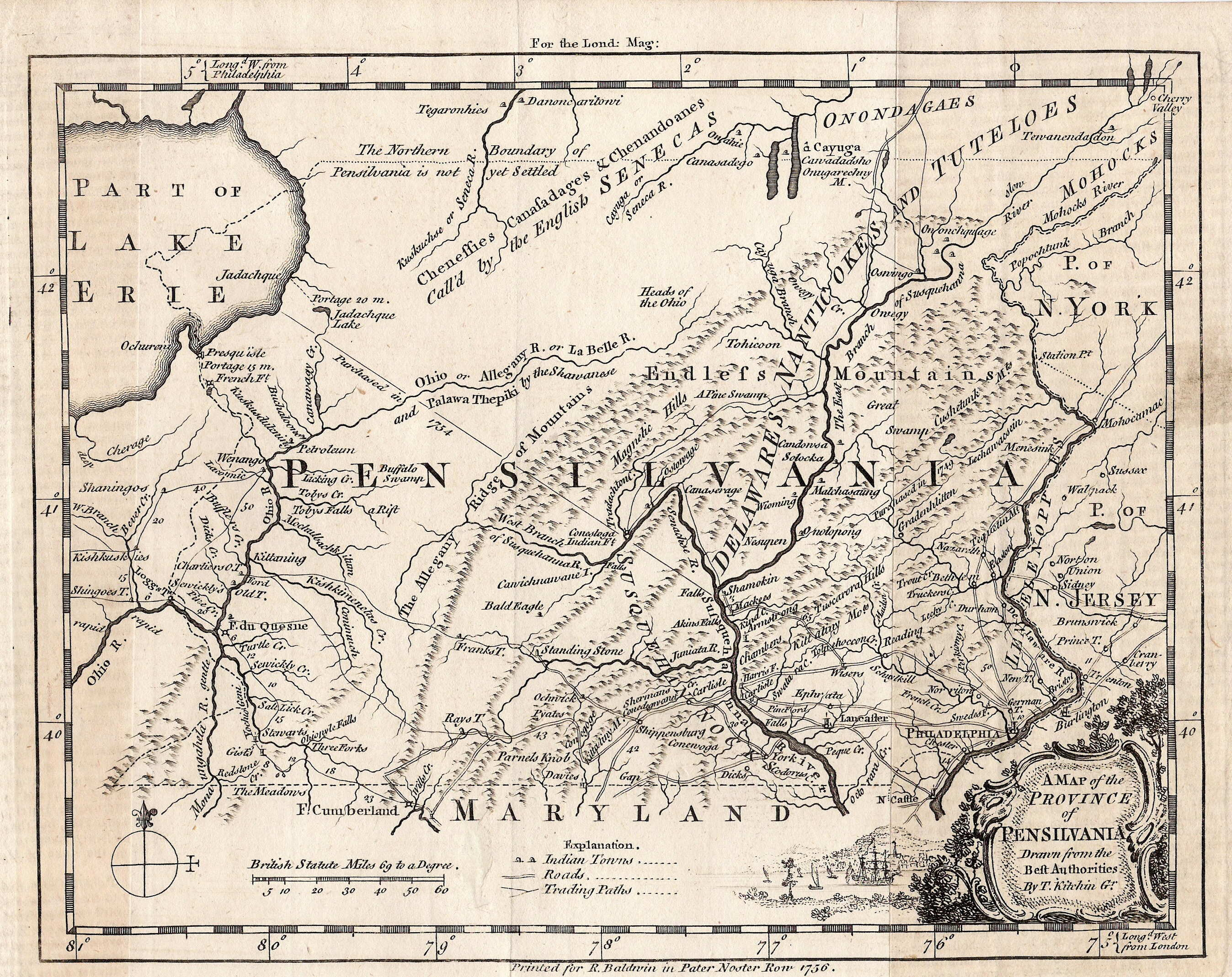
Sur cette carte britannique de 1756, les limites de la Pennsylvanie sont à l'Ouest du Fort Duquesne.

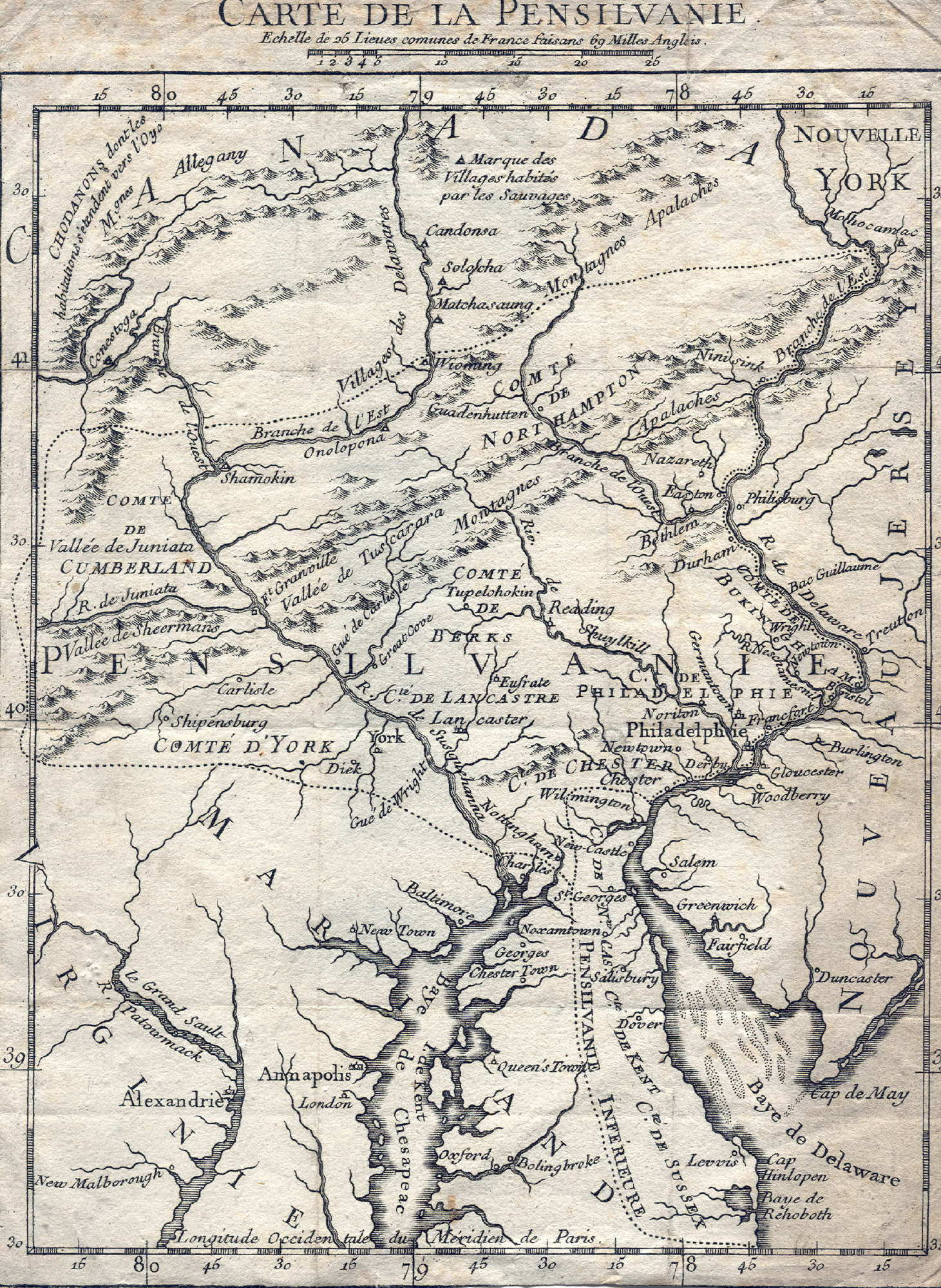
Sur cette carte française de 1756, les limites de la Pennsylvanie sont à l'Est du fort Duquesne.

[réf. nécessaire]

« Gaspard-Joseph Chaussegros de Léry s'est emparé du fort Bull (compte rendu); du côté d'Orange et du lac Saint-Sacrement, divers partis de Français et d'Indiens ont amené 25 prisonniers et 45 chevelures; à la rivière aux Loutres, un parti ennemi a «détruit deux bateaux armés chacun de six hommes» ; [...] donné la chasse à trois goélettes anglaises ; le 2 juillet, Louis Coulon de Villiers et Joseph Marin de La Malgue ont attaqué des bateaux revenant de Chouaguen (450 morts et 40 prisonniers); Louis de La Corne et Contrecœur, à la tête d'un camp volant de 500 Canadiens et 200 Indiens, sont allés observer les mouvements de l'ennemi [...] un détachement commandé par Saint-Martin a tué 50 à 60 Anglais et fait 4 prisonniers aux environs du fort George ; près du même fort, un parti sous les ordres de La Colombière a tué 20 à 25 hommes et fait 5 prisonniers; [...] les lettres du fort Duquesne du 23 mars assurent que, depuis la défaite de Braddock, Français et Indiens ont fait « tant tués que prisonniers plus de 700 personnes sur les provinces de la Pennsylvanie, Virginie et Caroline » ; les Loups et les Chaouanons n'ont pas cessé d'envoyer des colliers chez toutes les nations pour demander leur appui: leur demande a été accueillie favorablement; en avril, 20 partis de Loups et de Chaouanons (avec plus de 60 Iroquois) ont fait d'affreux ravages chez les Anglais [...] »

— Les Nouvelles en Canada, 1756

## Douville reçoit les instructions du commandant Dumas

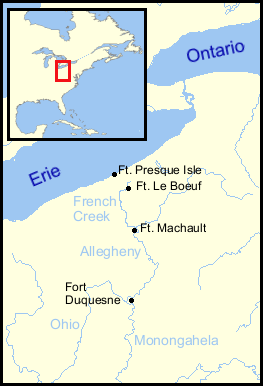
Forts français en 1754.

Le 23 mars, le sieur Douville part avec un détachement de cinquante Amérindiens, accomplir une mission, en portant sur lui les instructions du commandant du fort Duquesne, le capitaine Jean-Daniel Dumas.
« [Fort Duquesne, 23 Mars 1756]

Dumas Capitaine d’infanterie Commandt—De la Belle Rivière Et ses dependances.

Il Est Ordonné au sieur douville Enseigne En second de partie à la tête d’un detachment de Cinquante sauvages pour aller observer les mouvemens des Ennemis sur les derrieres du fort Cumberlan.

Il Satachera à harceler leurs Convois et tentera de Bruler leurs magazins de Canagiechuic si Cette Expédition Est practicable.

Il ne négligera Rien pour faire quelques prisoniérs qui puissent nous Confirmer Ce que nous savons dèja des dessins de Lennemi.

Le Sieur douville Employera touts ses talents et tout son Crédit à Empecher Les sauvages duzes d’auccune Cruauté sur Ceux qui tomberont Entre leurs mains L’honneur Et Lhumanité doivent En Cela vous servir deguide.

Fait au fort Duquesne Le 23 Mars 1756
 »
— Dumas
        
« [Fort Duquesne, 23 mars 1756]

Dumas, Capitaine d’infanterie commandant de la Belle Rivière et ses dépendances.

Il est ordonné au Sieur Douville, enseigne en second, de partir à la tête d’un détachement de cinquante Amérindiens pour aller observer les mouvements des ennemis en arrière du fort Cumberland.

Il aura pour tâche de harceler leurs convois et tentera de brûler leurs magasins de Canagiechuic si cette expédition est praticable.

Il ne négligera rien pour faire quelques prisonniers qui puissent nous confirmer ce que nous savons déjà des desseins de l’ennemi.

Le Sieur Douville emploiera tous ses talents et tout son crédit à empêcher les Amérindiens d'user d’aucune cruauté sur ceux qui tomberont entre leurs mains. L’honneur et l'humanité doivent en cela vous servir de guide.

Fait au fort Duquesne, le 23 mars 1756
 »

### L'escarmouche
Un journal publie une description de l'escarmouche, relatée par un officier de Winchester :
« The Indians have returned in greater Numbers, I imagine, than ever, and have drove in all the Inhabitants on the Frontiers for Fifty Miles, but have not killed many of them. They have had the Assurance now to advance within Twenty Miles of this Place, to commit their Depredations. On Wednesday last a Party of about Twenty-three Volunteers (Countrymen) went in Pursuit of, and came up with, them.

The Indians at first endeavoured to surround them, but they luckily proved too nimble for them, and took Possession of an Eminence, when a pretty hot Fire ensued on both Sides. They saw only fifteen or sixteen Indians. The Commanding Officer of the Party was killed and scalped; he had his Orders tied round his Neck, in a little Leather Bag; I send you a Copy of them. I dare say, you will not be a little surprized when you read them, to find he was ordered to burn our Magazines at Conecocheague, which is a thick settled Place, and Sixty or Seventy Miles within our Frontiers. If they advance in this Manner in the Beginning of the Campaign, what may we expect they will do in the End of it? I am in hopes upon the Death of the Sieur his Party returned; as we have had no certain Intelligence of them since, tho’ there have been Commands constantly in Search of them; but they very dextrously avoid large Parties, while they make a Prey of the smaller Ones, so great is their Cunning in warlike Matters. »
— Un officier de Winchester, dans la Pennsylvania Gazette (Philadelphie) du 29 avril

« Les Indiens sont de retour plus nombreux que jamais, je crois, et sont tombés sur tous les habitants le long de cinquante milles de frontières, sans en avoir tué beaucoup. Ils ont maintenant l'assurance de pouvoir avancer à vingt milles d'ici, pour commettre leurs déprédations. Mercredi dernier environ vingt-trois bénévoles (compatriotes) se sont mis à leur poursuite et sont tombés sur eux.
Les Indiens essayèrent d'abord de les entourer, mais heureusement, ils se sont montrés trop agiles pour eux, et prirent possession d'une élévation, quand des tirs intenses partirent des deux côtés. Ils n'ont vu que quinze ou seize Indiens. 
Le commandant du groupe a été tué et scalpé ; il avait ses ordres noués dans le dos, dans un petit sac en cuir. Je vous en envoie copie. Si j'ose dire, lorsque vous lirez, vous ne serez pas que peu surpris de constater qu'on lui a ordonné de brûler nos magasins à Conococheague, qui est un lieu densément établi, soixante ou soixante-dix milles au sein de nos frontières. S'ils avancent de cette manière dès le début de la campagne, à quoi s'attendre d'eux à la fin ? J'espère qu'à la suite de la mort du sieur, son groupe soit reparti ; car nous n'avons plus aucune trace d'eux depuis, quoiqu'on ait patrouillé constamment à leur recherche ; mais ils évitent très adroitement les grands groupes, tandis qu'ils font une proie des plus petits, si grande est leur ruse en matière de guerre. »

### George Washington écrit au Gouverneur de Virginie
Dès le 7 avril, George Washington écrit à Robert Dinwiddie en plaidant que le scalp de Douville vaut bien plus que celui d'un simple « Indien ».
« [Winchester, 7 April 1756]

To the Honorable Robert Dinwiddie. Governor of Virginia.
Honorable Sir,
I arrived here yesterday and think it advisable to dispatch an Express [...]  to inform you of the unhappy situation of Affairs on this Quarter. The Enemy have returned in greater numbers; committed several murders not far from Winchester; and even are so daring as to attack our Forts in open day; as your Honor may see by the enclosed Letters and papers. [...] Mr. Paris, who commanded a Party, as per enclosed list, is returned; who relates that, upon the North-River he fell in with a small body of Indians which he engaged, and after a dispute of half an hour, put them to flight—Monsieur Donville, commander of the party, was killed and scalped, and his Instructions found about him; which I enclose. We had one man killed, and two wounded—Mr Paris sends the Scalp by Jenkins; and I hope, although it is not an Indians, they will meet with an adequate reward, at least, as the Monsieurs is of much more consequence.

The whole party jointly claim the reward; no person pretending solely to assume the merit. »
[réf. nécessaire]

Traduction: 

« À l'honorable Robert Dinwiddie, Gouverneur de la Virginie
Honorable Monsieur,
Je suis arrivé ici hier et je pense qu'il convient d'envoyer un express [...] pour vous informer de la situation malheureuse des affaires en ce trimestre. L'ennemi est de retour en plus grand nombre ; a commis plusieurs meurtres non loin de Winchester; et a même osé attaquer nos Forts en plein jour ; que votre honneur pourra constater dans les lettres et papiers ci-joints [...] Monsieur Paris, qui commandait une milice, conformément à la liste ci-jointe, est revenu; il rapporte que, sur la rivière du Nord, il est tombé sur un petit groupe d'Indiens avec qui il s'est engagé, et après un combat d'une demi-heure, les mit en fuite — Monsieur Donville, commandant du groupe, a été tué et scalpé, et ses instructions trouvées sur lui, que je joins à cette lettre. Nous avons eu un homme tué et deux blessés. M. Paris envoie le scalp par Jenkins ; et j'espère que, même ce n'est pas celui d'un Indien, ils en obtiendront une récompense au moins adéquate, car celui du Monsieur a beaucoup plus d'importance.
L'ensemble de la milice revendique conjointement la récompense ; personne ne prétend seul assumer le mérite. »

## Rapports sur les événements

### Le Marquis de Montcalm rapporte les événements
Le Marquis de Montcalm inscrit dans son journal:

« Du 3 juin 1756. — On a eu des nouvelles du 27 avril, des forts Duquesne, Rouillé, Machault, la Presqu'île, Toronto. Il paroît par les diverses lettres que les sauvages d'En-Haut sont bien disposés et font de fréquentes courses chez les Anglois, où nous avons toujours la supériorité par les prisonniers que l'on amène. Nous avons cependant perdu trois Mississagués et un enseigne des troupes de la colonie appelé M. Douville. Dans tous ces divers postes, on se plaint du retard pour les subsistances. 
On a eu aussi des nouvelles du fort Niagara du 21. Les vivres étoient au moment d'y manquer, ce qui retardoit les travaux. 
Un parti de sauvages a tombé auprès de Chouaguen, pris un atelier de charpentiers, en a tué vingt et un et fait trois prisonniers. Suivant le rapport de ces derniers, les ennemis s'assemblent. Ils n'ont que quatre cents hommes à Chouaguen ; mais ils sont campés à la Nouvelle-Orange. On parle de deux mille hommes et de l'arrivée du général Shirley. Les Anglois construisent un troisième bâtiment de vingt pièces de canon dont ils veulent se servir sur le lac Ontario. »

« Du côté de la Belle-Rivière, M. Dumas, chargé d'y commander avec une petite poignée de troupes de la colonie et beaucoup des auvages des pays d'En-Haut, dont l'affection a redoublé par la prise de Chouaguen, a ravagé la Virginie, la Pensylvanie et le Maryland. Les habitants ont abandonné près de soixante lieues de pays; des familles entières ont été enlevées; la perte des Anglois a été immense dans ces contrées. Les habitants avoient fait de leurs habitations des petits forts, qui ne les ont pas protégés contre les entreprises des sauvages, qui les ont brûlés pour la plupart. Le nommé George Craon, riche Anglois, a lui-même abandonné un fort qu'il avoit fait construire à ses dépens,avec trois cents hommes qu'il soudoyoit. Notre perte, dans toute la campagne, n'a été que de quelques sauvages et de deux officiers de la colonie, MM. Douville et de Céloron. Les deux actions les plus considérables de notre côté ont été la prise du fort La Grandville, dans la Pensylvanie, à soixante milles de Philadelphie, le 2 août, l'épée à la main par le chevalier de Villiers. Le commandant anglois Bradford y a été tué. Le fort étoit carré, flanqué de quatre bastions, quatre-vingt-trois pas sur toutes les faces, des vivres pour six mois, deux pierriers,cent barils de sel; les ennemis y avoient une garnison de soixante-quatre hommes. M. le chevalier de Villiers n'avoit avec lui que cinquante-cinq hommes. »

### Lettre de Claude-Godefroy Coquart
Claude-Godefroy Coquart, prêtre jésuite missionnaire, écrit à son frère :

« Les Anglois ayant construit deux forts près de l'Ohyo, Monsieur Dumas y a envoyé Messieurs Corbière et Douville qui ont brûlé les deux forts et les Anglois dedans et tué le reste. Nous avons eu 15 hommes de tués Français et sauvages, y compris le Sieur Douville. La femme du commandant d'un de ces forts a été prise par les sauvages qui l'ont mise au poteau pour la faire brûler. Un soldat l'a racheté de ce qu'il avait eu de pillage qui pouvait monter à 400 l. [livres]. »

— attribué dans cette collection à M. Cognard

## Identité
Sur le site des archives de George Washington, l'enseigne Douville est identifié comme pouvant être « Alexandre D'Agneau Douville ». Cependant, il ne s'agit pas d'Alexandre Dagneau Douville qui n'était pas un simple enseigne en second : « En juin 1754, il remplaça Jacques-François Legardeur de Courtemanche au commandement du Fort de la Presqu'île (Érié, Pennsylvanie).»
Dans l'ouvrage George Washington, a collection, une note au bas de la lettre To Governor Robert Hunter Morris, Winchester, April 9, I756 explique le contexte de la bataille de la perspective de Washington, et que Washington aurait écrit « Donville » et non « Douville ».
Par ailleurs, Alexandre Dagneau Douville eut au moins cinq enfants avec sa femme Marie Coulon de Villiers, dont deux sont décédés durant la guerre de Sept Ans. La généalogie en ligne de Marie Coulon, en énumère six. Cette généalogie inscrit « Joseph Dagneau d'Ouville (1737 - 1756) (de Alexandre Dagneau d'Ouville) ».
L'enseigne en second qui périt aux mains des Virginiens serait-il leur fils Joseph, alors âgé de 19 ans ?